# Gynécée
Pour les articles homonymes, voir Gynécée (homonymie).
Le gynécée (du grec ancien γυναικεῖον / gunaikeîon) est l'appartement des femmes dans les maisons grecques et romaines.
C'est le pendant féminin de l'andrôn, réservé aux hommes.

## Étymologie
Le terme γυναικεῖον / gunaikeîon peut se traduire par qui appartient à des femmes.
Par analogie, il peut servir à désigner le lieu où vivent des femmes ou une communauté de femmes.

## Société

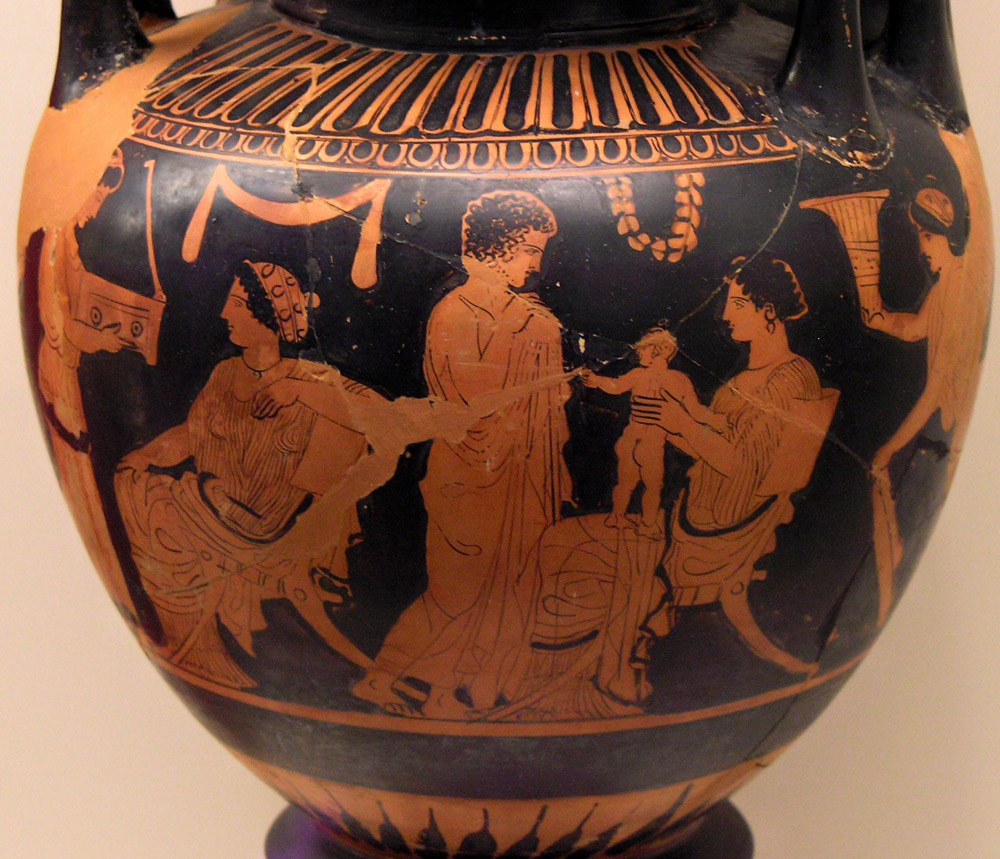
Scène familiale de gynécée, lébès nuptial à figures rouges, v. 430 av. J.-C., musée national archéologique d'Athènes.

Cette zone de l'habitat était faite pour que la femme mariée de la maison puisse rejoindre les femmes esclaves ou les femmes non-mariées la nuit lorsqu'elle ne rejoignait pas son mari au lit. Les femmes passaient la plupart de leur temps dans cette zone, qui se situait plus loin que l'andrôn, afin qu'elle n'ait aucun contact direct avec la rue en Grèce.
En Grèce antique, le rôle de la femme étant d'élever les enfants, elles passaient la plupart de leur temps dans le gynécée.
Les femmes des classes sociales les plus pauvres étaient cependant souvent dans l'obligation de travailler, et donc d'en sortir.
Dans l'Antiquité tardive, le gynécée (gynaeceum ou gynaecium) désigne aussi les manufactures d'état de textile, produisant les étoffes nécessaires à l'administration et à l'armée : la Notitia Dignitatum donne une liste de ces manufactures. 

## Historicité
Les céramiques antiques présentent de nombreuses scènes de gynécée. Certains sont représentés sur des stèles et des céramiques funéraires.

### Données archéologiques et sources textuelles
Les références artistiques peuvent nous éclairer sur les activités religieuses, culturelles et économiques des éléments aristocratiques de la société. Les preuves archéologiques trouvées ou sous-entendues dans les structures résidentielles excavées sont essentielles à la recherche sur le statut des femmes.

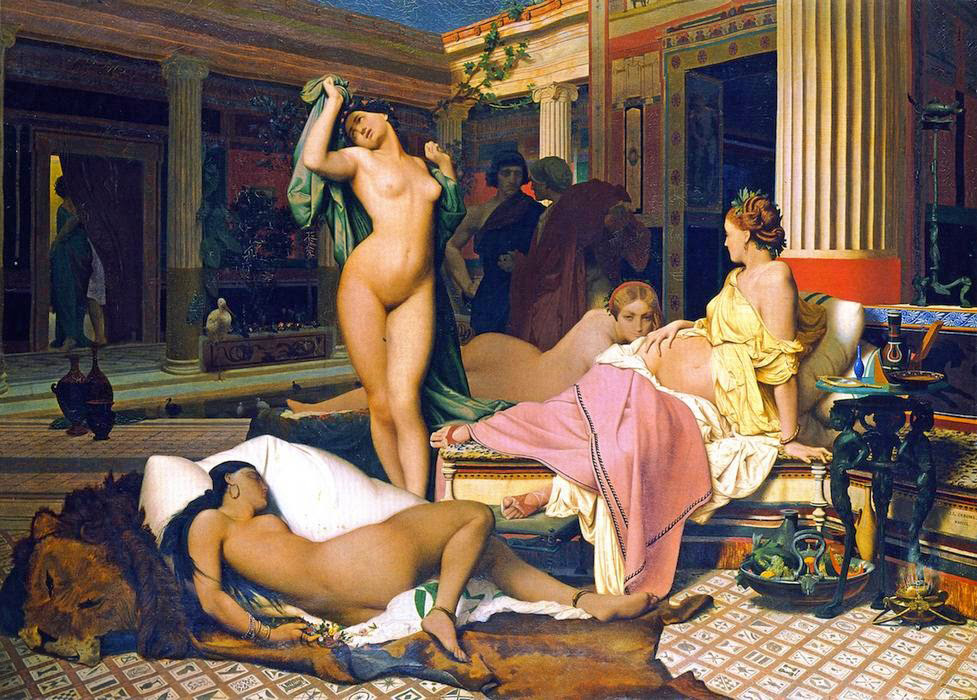
Le Gynécée, par Jean-Léon Gérôme, peint en 1860, illustre la représentation fantasmée des gynécée, teinté d'orientalisme en vogue au XIX° siècle.

Des artefacts tels que des vases en céramique, des métiers à tisser, des coupes et des charnières métalliques trouvés sur les sites fouillés suggèrent des indices sociaux, culturels et économiques.
La présence de gynécée n'est pas forcément synonyme de réclusion sur le modèle du harem oriental. Cette assimilation est due en partie à la mode de l’orientalisme au XIXe siècle. Les sources textuelles mentionnant l’existence d’une « pièce des femmes » sont très rares et les sources iconographiques et archéologiques sont quant à elles sujettes à interprétation. Il est plus probable que les femmes grecques circulaient librement à l’intérieur de l’oïkos et que les représentations iconographiques du gynécée montrent une séparation spatiale des sexes plus symbolique que réelle. Non seulement les femmes ont accès à toutes les pièces de la maison, mais elles peuvent aussi en sortir, notamment dans les milieux populaires où, pour des raisons économiques évidentes, elles quittent quotidiennement leur foyer pour travailler.